# Lidiya Shikota
Lidiya Shikota (1947) es una deportista soviética que compitió en tiro con arco, en la modalidad de arco recurvo. Ganó dos medallas Campeonato Europeo de Tiro con Arco al Aire Libre de 1978, oro por equipo y plata individual.

## Palmarés internacional
| Campeonato Europeo al Aire Libre | Campeonato Europeo al Aire Libre | Campeonato Europeo al Aire Libre | Campeonato Europeo al Aire Libre |
| Año                              | Lugar                            | Medalla                          | Prueba                           |
| -------------------------------- | -------------------------------- | -------------------------------- | -------------------------------- |
| 1978                             | Stoneleigh (Reino Unido)         | Medalla de oro                   | Equipo                           |
| 1978                             | Stoneleigh (Reino Unido)         | Medalla de plata                 | Individual                       |